# Галерея Хью Лейн
Галерея «Hugh Lane Gallery» (англ. Dublin City Gallery The Hugh Lane) — муниципальный художественный музей в ирландском городе Дублин, созданный в 1908 году; расположен на площади Парнелл в здании «Charlemont House», построенном в 1763 году; является одной из самых старых общедоступных галерей, специализирующихся на современном искусстве; была закрыта на реконструкцию в 2004 году и вновь открыта в мае 2006 года, получив расширенное помещений, созданное по проекту бюро «Gilroy McMahon Architects».

## История и описание
Художественная галерея «Hugh Lane Gallery», имеющая официальное название «Дублинская городская галерея Хью Лейн» и с 1998 года управляемая фондом «Hugh Lane Gallery Trust», была основана как частная галерея — её основателем являлся сэр Хью Лэйном (1875—1915), разместивший своё собрание в здании на улице Харкорт-стрит в 1908 году. В том же году он передал собрание муниципальным властям. До этого, в 1904 году, Лейн успешно провёл первую выставку ирландского искусства в Лондоне (в Гилдхолле), включив в неё ранние работы импрессионистов, что было необычно для выставок в Великобритании и Ирландии того времени. По возвращении в Дублин, Лейн убедил ведущих художников того времени пожертвовать свои ключевые работы для формирования «ядра» будущей коллекции; он также профинансировать целый ряд приобретений из личных средств — таким образом к галерею попали работы, которые в дальнейшем признают «шедеврами» импрессионизма. Первым названием городской галереи было «Муниципальная галерея современного искусства». Сам Хью Лейн начал свою карьеру в качестве ученика реставратора живописных работ, а затем он стал весьма успешным лондонским арт-дилером. Благодаря регулярным визитам в Кул оставался в контакте с родной для него Ирландией. После смерти Лейна в 1915 году между Дублином и Лондоном начался долгий спор за обладание его ценной коллекцией картин. Однако впоследствии, начиная с 1959 года, были достигнуты соглашения, согласно которым картины делятся между Дублином и Лондоном.
С 1933 года галерея занимает дом «Charlemont House». Он строился по заказу Джеймса Колфилда (1728—1799), 4-го виконта Чарльмонта и 1-го графа Чарльмонт; строительство завершилось в 1765 году. До этого, в 1746 году — в возрасте 18 лет — виконт Чарльмонт отправился на континент в длительное путешествие по Европейским странам, что было частым явлением для представителя аристократии в XVIII веке. В путешествии он проявил свой первый интерес к классическому искусству — в итоге, свободно говорящий на латыни, итальянском и французском языках, Чарльмонт стал первым президентом Королевской Ирландской Академии.
В 1763 году Чарльмонт поручил «молодому» шотландскому архитектору Уильяму Чамберсу (1723—1796), с которым он познакомился в Риме, создать проект для своего нового городского дома — местом расположения здания была выбрана площадь Парнелл (бывшая площадь Ратленд). Из-за меньшего достатка у населения Дублина того времени, на городских площадях и улицах отсутствовало единообразие дизайна зданий, уже характерного для крупных площадей в английских городах. Тем не менее, дизайн здания «Charlemont House» был уникален: в дальнейшем он послужил основой для городского дизайна всего центра города.
Сам дом и его интерьер были спроектированы по строгим канонам — с классическими прямыми линиям. В 1929 году он был расширен — были построены сады для размещения произведений искусства из галереи; ремонт и расширение были выполнены городским архитектором Горацием Т. О’Рурком. С момента постройки основной корпус главного дома изменился крайне незначительно — в частности, в комнатах верхней части здания сохранились камины, изготовленные в том числе и известным итальянским мастером Пьетро Босси. Галерея была закрыта на реконструкцию в 2004 году и открыта после ремонта в мае 2006 года; музейное здание было перестроено и расширено по проекту архитектурного бюро «Gilroy McMahon Architects».
Музей имеет постоянную коллекцию и проводит выставки, в основном, современных ирландских художников. В здании есть отдельный зал, посвящённый наследию Шона Скалли. Студия Фрэнсиса Бэкона была реконструирована в галерее в 2001 году — после демонтажа и перемещения её из Лондона, начавшегося в 1998. «Хью Лейн» известен и своей коллекцией французского искусства: его коллекция включает в себя такие произведения, как «Зонтики» (Les Parapluies) Огюста Ренуара; «Портрет Евы Гонсалес» Эдуарда Мане, «Путешествие д’Эте» Берты Морисо и «Вид на Лувесьен» Камиля Писсарро. В 1992 году картина «В омнибусе» Оноре Домье была украдена из галереи — она была найдена и возвращена законному владельцу только в 2014.